# 695 до н. е.

## Події
- Похід Сін-аххе-еріба, царя Ассирії та Вавилонії проти царства Тіль-Гарімму.